# Bulbophyllum pachyneuron
Bulbophyllum pachyneuron là một loài phong lan thuộc chi Bulbophyllum.